# Almăj
Almăj est une commune roumaine située dans le județ de Dolj.